# Virginia Trimble
Virginia Trimble   (Los Angeles, 15 de novembre de 1943) és una astrònoma estatunidenca especialitzada en l'estructura i l'evolució dels estels i galàxies, i la història de l'astronomia.

## Biografia
Trimble va obtenir la seva llicenciatura a la Universitat de Califòrnia, Los Angeles l'any 1964 i el seu doctorat a l'Institut Tecnològic de Califòrnia al 1968. Es va unir al professorat de la Universitat de Califòrnia, Irvine l'any 1971, on és actualment Professora d'astronomia. També és professora visitant a la Universitat de Maryland, College Park. És famosa per una revisió anual d'astrofísica que publica en les Publicacions de l'Astronomical Society of the Pacific.
Va ser vicepresidenta del Comité Executiu de la Unió Astronòmica Internacional de 1994 a 2000, i vicepresidenta de l'American Astronomical Society de 1997 a 2000.

## Honors
- Va ser elegida Legacy Fellow de l'American Astronomical Society al 2020.[5]

- El cinturó principal d'asteroides 9271 Trimble, descobert pels astrònoms Eleanor F. Helin i Schelte Bus l'any 1978, duu el seu nom.[6] La citació oficial del nom va ser publicada pel Minor Planet Center el 31 de gener de 2018 (M.P.C. 108696).[7]

## Obra seleccionada
- Trimble, Virginia. Visit to Small Universe.  Springer Science & Business Media, 1992. ISBN 9780883187920.
- Trimble, Virginia «Existence and nature of dark matter in the universe». Annual Review of Astronomy and Astrophysics, 25, 1987, pàg. 425–472. Bibcode: 1987ARA&A..25..425T. DOI: 10.1146/annurev.aa.25.090187.002233.
- Hansen, Carl J.; Kwaler, Steven D.; Trimble, Virginia. Stellar Interiors: Physical Principles, Structure, and Evolution. 2a edició.  Springer, 2012. ISBN 9781441991102.
- Trimble, Virginia «The origin and abundances of the chemical elements». Reviews of Modern Physics, 47, 4, 1975, pàg. 877. Bibcode: 1975RvMP...47..877T. DOI: 10.1103/RevModPhys.47.877.
- Biographical Encyclopedia of Astronomers.  Springer, 2009. ISBN 9780387351339.
- The Sky Is for Everyone,[8] una col·lecció de 37 assajos autobiogràfics d'astrònomes distingides, on es tracten les barreres que van haver de superar per canviar-li la cara a l'astronomia moderna.